# Gesundbrunnen (Berlin)
Gesundbrunnen, Berlin-Gesundbrunnen – dzielnica (Ortsteil) Berlina w okręgu administracyjnym Mitte. Od 1 października 1920 w granicach miasta.

## Transport
Stacja kolejowa w dzielnicy to Berlin-Gesundbrunnen.
Przez dzielnicę przebiega linia U8 z następującymi stacjami:
- Osloer Straße
- Pankstraße
- Berlin-Gesundbrunnen
- Voltastraße

oraz linia U9 z następującymi stacjami:
- Osloer Straße
- Nauener Platz